# Тафиао
Тафиао, или Тахайао (маори Tūkāroto Matutaera Pōtatau Te Wherowhero Tāwhiao) (около 1822 года — 26 августа 1894), — воин маори, вождь племени Уаикато, второй король маори, шаман.

## Биография

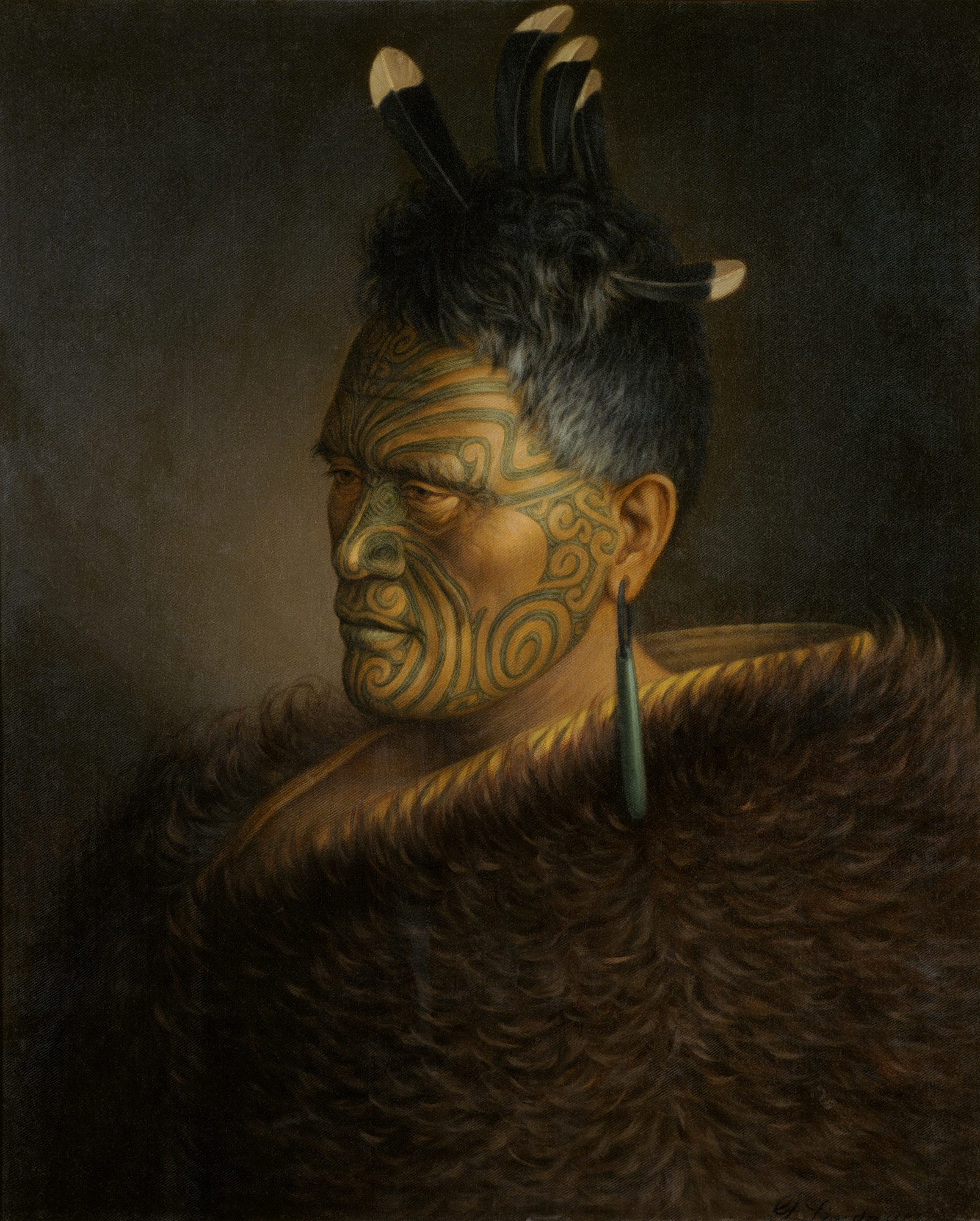
Портрет Тафиао. ок. 1885

Представитель королевской династии Те Фероферо. Сын первого короля маори Потатау Те Фероферо и его старшей жены Вакаави.
Родился в верховьях реки Мокау в регионе Уаикато на Северном острове Новой Зеландии во время мушкетных войн. Воспитывался в семье бабушки и дедушки по материнской линии. В юношеские годы отец поощрял его быть пацифистом. Он был христианином, членом Церкви Иисуса Христа Святых последних дней, изучал Библию, хорошо разбирался в древних местных обрядах и таинствах маори.
После смерти Потатау Те Фероферо в 1860 году он стал вторым королём маори. Его правление длилось 34 года. И хотя статус короля в колонизированной Новой Зеландии не имел никакой юридической силы, Тафиао всё равно имел огромное влияние на общественную жизнь целой страны.
Одной из основных проблем, с которыми столкнулись маори после подписания Договора Вайтанги в 1840 году, было стремление растущего населения белых переселенцев к захвату земель аборигенов. Войны 1860-х годов и последующая конфискация правительством земель маори привели к тому, что Тафиао и его народ оказались практически безземельными и вынуждены были отступить в качестве беженцев в центр территории Нгати Маниапото, ныне известной как Страна короля (King Country).
В результате вторжения британских войск в 1863 году под предлогом того, что племена Вайкато готовились атаковать Окленд, Тафиао и его народ потеряли более миллиона акров земли.
Как король Тафиао был важным духовным и политическим лидером. Его считали великим провидцем, многие его учения и высказывания носили пророческий характер. Он пообещал, что те, кто останется верен принципам короля, будут искуплены и реабилитированы историей. Тафиао и его последователи увидели в своём тяжёлом положении драматическую параллель с библейским изгнанием детей Израиля.
После нескольких сражений с британцами, в 1881 году король и его последователи наконец сложили оружие и вернулись в Вайкато, где Тафиао заявил, про «окончание войны на этой земле». Но маори не отказались от усилий на получение компенсации за землю, которую они потеряли.
В 1884 году Тафиао отправился в Англию, чтобы подать петицию королеве Виктории. Он просил парламент создать независимую комиссию по расследованию результатов конфискации земли маори. По его мнению, король маори и королева Великобритании могли бы мирно сосуществовать. Его ходатайство было передано обратно правительству Новой Зеландии, которое отклонило его рассмотрение.
Тафиао умер 26 августа 1894 года в Паравере. Был похоронен на горе Таупири после торжественной церемонии, на которой присутствовали тысячи людей. Тафиао оставил наследникам ряд заветов, из которых его народ черпает мечту о будущем возрождении самодостаточной экономической базы, опирающейся на силу и стабильность народа маори.